# Gudrun Lindvall
Gudrun Lindvall, född 14 augusti 1948 i Stockholm (Kungsholm), Stockholms stad, är en svensk politiker (miljöpartist). Hon var ordinarie riksdagsledamot 1994–2002, invald för Stockholms läns valkrets.

## Riksdagsarbetet

### Uppdrag
Hon var 1994–2001 ledamot i miljö- och jordbruksutskottet och 2001–2002 ledamot i skatteutskottet samt suppleant i konstitutionsutskottet (1994–1998), EU-nämnden (1995–2002), finansutskottet (1998–2002), lagutskottet (2001–2002) och miljö- och jordbruksutskottet (2001–2002).

### Riksdagsdebatter (några korta utdrag)

#### Riksdagsdebatt den 15 november, om allergier (protokoll 1995/96:23)
Efter att Barbro Westerholm (FP), Stig Sandström (V), Eva Julin (MP) samt Chatrine Pålsson och Mariann Ytterberg (S) gjort sina anföranden, som i kort handlade om att de också såg allergierna som ett stort hälsoproblem och att socialutskottet var eniga därom, var det Gudrun Lindvalls tur att ge sin syn på problematiken. Hon inledde med sina personliga skäl till engagemanget i frågan, i korthet att hennes syster led allvarligt av allergier och att även systerns sambo och barn hade allergi. Hon fortsatte med att påtala att problemet med allergi och överkänslighet ökat drastiskt samt att förebyggande åtgärder och information i frågan är viktigt. Hon kom slutligen in på Miljöpartiets politik, att partiet "lyckats få två miljarder avsatta för att allergisanera daghem och skolor" och att hon gärna såg påtryckningar på lokala politiker kring detta, dvs så att medlen för allergisanering också verkligen skulle nyttjas.

## Familj
Gudrun Lindvall är gift med Carl Frick, som också han varit politiker. 